# Jovem Pan FM Campo Grande
Jovem Pan FM Campo Grande é uma emissora de rádio brasileira sediada em Campo Grande, capital do estado de Mato Grosso do Sul. Opera no dial FM na frequência 95.3 MHz, e é afiliada à Jovem Pan FM. Pertence ao Grupo Capital de Comunicação, que também mantêm a Capital 95 FM. A emissora é originada da frequência AM 930 kHz, inaugurada em 1988 como Rádio Capittal.

## História
A Rádio Capittal foi fundada em junho de 1988 pelos empresários Lands Reynoso e Carlos Eduardo Longo de Faria. A emissora foi a segunda estação de rádio fundada pelo Grupo Capital de Comunicação, que já contava com a Capital 95 FM desde 1981. Desde sua estreia mantendo programação popular, atingia as classes B, C e D. Além disso, transmitia em conjunto com a Capital 95 FM o jornalístico Tribuna Livre.
Em março de 2010, a emissora foi arrendada para a Igreja Universal do Reino de Deus e passou a retransmitir a programação da Rede Aleluia. A mudança se deu após a mesma encerrar contrato de arrendamento com as rádios Blink 102 FM e Rádio Ativa. Com o fim do contrato, a emissora passou a produzir programação religiosa de forma independente. Em julho de 2017, foi confirmado que a emissora passará a ser afiliada da Rádio Globo, após iniciar seu processo de migração para o dial FM. A nova emissora tinha previsão inicial de estreia para 6 de novembro de 2017, adiado após atrasos na entrega de equipamentos. A Rádio Globo Campo Grande entrou no ar na noite de 27 de dezembro de 2017, após a frequência AM ter saído do ar para instalação de equipamentos da FM e montagem de estúdio. 
Em 18 de maio de 2020, a emissora deixa de retransmitir a Rádio Globo e passa a fazer expectativa para Jovem Pan FM, a estreia é prevista para dia 1 de junho. Essa será a primeira vez que a Jovem Pan FM chega a Campo Grande, já que a rede possui emissoras nas 3 capitais da região Centro-Oeste.